# Villaco
Villaco – gmina w Hiszpanii, w prowincji Valladolid, w Kastylii i León, o powierzchni 15,93 km². W 2011 roku gmina liczyła 103 mieszkańców.